# كوينتون جاكسون
كوينتون رامون جاكسون (بالإنجليزية: Quinton Ramone Jackson؛ مواليد 20 يونيو 1978)، المعروف باسم الحلبة رامبيج جاكسون، هو مُقاتل فنون قتالية مختلطة أمريكي وممثل وملاكم كيك بوكسينغ ومصارع محترف. خلال مسيرته في فنون القتال المختلطة، فاز جاكسون بلقب بطولة يو إف سي لوزن خفيف الثقيل، وبطولة بيلاتور للوزن الخفيف الثقيل للموسم العاشر، ووحد بطولة يو إف سي لوزن خفيف الثقيل مع لقب بطولة برايد للوزن المتوسط. وبسبب شخصيته الغريبة وأسلوبه القتالي العدواني، أصبح جاكسون نجمًا في اليابان خلال فترة عمله مع بطولة برايد فايتنغ وبعد انتقاله إلى يو إف سي، ساعد في ريادة نمو فنون القتال المختلطة لتصبح رياضة عالمية.

## مسيرته في فنون القتال المختلطة

### بدايته
أعجب جاكسون بنجاح المصارعين الآخرين في فنون القتال المختلطة، فقرر أن يجرب حظه في هذه الرياضة. حقق جاكسون رصيد من 10 انتصارات وخسارة واحدة في القتال لصالح مجموعة متنوعة من المنظمات الترويجية الأمريكية الأصغر حجمًا، بما في ذلك ملك القفص وتحدي المصارع ومنطقة الخطر. اكتسب جاكسون سمعة طيبة في رفع خصومه وضربهم على الحصيرة. أثبتت أول محاولة ناجحة لجاكسون للفوز بلقب فنون القتال المختلطة ضد روكو هامرهاندز هندرسون أنها بداية للعديد من المفاجآت.

### يو إف سي
في الحادي عشر من ديسمبر 2006، أعلنت شركة زوفا، الشركة الأم ليو إف سي، أنها استحوذت على أصول مختارة من التحالف العالمي للقتال، الذي توقف عن العمل كجزء من اتفاقية البيع الخاصة به. وكان عقد جاكسون مع التحالف العالمي للقتال أحد الأصول التي تم الاستحواذ عليها.
في مقابلة على برنامج من داخل يو إف سي، قال جاكسون أنه حان الوقت أخيرًا لدخول المنظمة، وأنه لم يفعل ذلك من قبل بسبب صداقته مع مقاتل يو إف سي تيتو أورتيز. قال جاكسون أنه نظرًا لأن أورتيز كان أحد أكبر النجوم في يو إف سي، وأن كلاهما كانا مقاتلين في نفس فئة الوزن، فإنه لا يريد التدخل.
خاض جاكسون أول نزال له في يو إف سي في حدث يو إف سي 67، حيث أطاح بمارفن إيستمان، منتقمًا لخسارته المبكرة في مسيرته المهنية.

#### الفوز بلقب بطولة وزن خفيف الثقيل
في حدث يو إف سي 71 في 26 مايو 2007، واجه جاكسون بطل يو إف سي لوزن خفيف الثقيل تشاك ليدل في نزال على اللقب وإعادة لنزالهما في برايد 2003. بعد حوالي 90 ثانية من الجولة الأولى، سدد جاكسون لكمة يمينية إلى فك ليدل مما أدى إلى سقوطه على الحصيرة، حيث وجه جاكسون بضع ضربات نظيفة أخرى على الأرض قبل يوقف الحكم النزال عند 1:53 ثانية ليفوز بلقب بطولة يو إف سي لوزن خفيف الثقيل.
ثم هزم جاكسون بطل برايد للوزن المتوسط دان هندرسون في حدث يو إف سي 75، في 8 سبتمبر 2007، في لندن، إنجلترا بقرار القضاة بالإجماع لتوحيد ألقاب المنظمتين.

### سيرك القتال
في 2 أبريل 2023، نافس جاكسون في الحدث الرئيسي لقتال السيرك 6: صعود أو سقوط سلوبي بالبوا التابع لمنظمة قتال السيرك الترويجية التي تتخذ من تايلاند مقراً لها في نزال ملاكمة اثنين ضد اثنين، حيث تعاون مع بوب ساب ضد جون نوت ورجل يُدعى وودي. فاز جاكسون وساب بالضربة القاضية الفنية في الجولة الثالثة.

### مباراة ملاكمة مخططة ضد شانون بريجز
في 31 يناير 2024، أعلن جاكسون أنه وقع عقدًا لخوض مباراة ملاكمة مع بطلة منظمة الملاكمة العالمية السابقة للوزن الثقيل شانون بريغز. كان من المقرر أن يُقام نزال الملاكمة ضد بريغز في الأول من يونيو في قطر؛ لكن النزال لم يُقام في النهاية.

## مسيرة المصارعة المحترفة

### عالم المصارعة الترفيهية (2010)
ظهر جاكسون في حلقة من برنامج دبليو دبليو إي راو في 7 يونيو 2010. وكان ضيفًا مميزًا إلى جانب زملائه النجوم برادلي كوبر وشارلتو كوبلي للترويج لفريق النخبة.

### اليابان (2024)
في 22 يونيو 2024، شارك جاكسون في حدث رياضة الدماء بوشيدو الذي نظمه جوش بارنت في طوكيو باليابان. وفي الحدث، هزم جاكسون هيديكي سيكيني بالضربة القاضية.

## البطولات والإنجازات
- بيلاتور
  - بطولة بيلاتور لوزن خفيف الثقيل للموسم العاشر
- بطولة برايد فايتنغ
  - جائزة برايد الكبرى للوزن المتوسط 2003 (الوصيف)
- يو إف سي
  - بطولة يو إف سي لوزن خفيف الثقيل (مرة واحدة)
    - دفاع ناجح عن اللقب
    - توحيد لقبي بطولة يو إف سي لوزن خفيف الثقيل وبطولة برايد للوزن المتوسط

  - قتال الليلة (ثلاث مرات) ضد فورست غريفين، كيث جاردين، جون جونز
    - قتال العام 2008 ضد فورست غريفين[16]

  - أفضل ضربة قاضية في الليلة (مرتين) ضد تشاك ليدل، واندرلي سيلفا
  - بالشراكة (تشاك ليدل، جوش إيميت، كودي جاربرانت وMontel جاكسون) أكبر عدد من النزالات المتتالية التي انتهت بضربة قاضية في تاريخ يو إف سي (7)
  - [17]
  - مقاتل العام 2007[18]
- ملك القفص
  - بطولة ملك القفص لوزن خفيف الثقيل (مرة واحدة)
- جوائز النشرة الإخبارية للمصارعة
  - قتال العام 2004 ضد واندرلي سيلفا في أكتوبر 31[19]
  - قتال العام 2008 ضد فورست غريفين في يوليو 5[19]
  - أفضل مقاتل متميز لعام 2007[19]
- شيردوغ
  - مقاتل العام 2007[20]
  - قاعة مشاهير الفنون القتالية المختلطة[21]

## سجل فنون القتال المختلطة
| السجل المهني |        |          |
| 52 نزال      | 38 فوز | 14 خسارة |
| ضربة قاضية   | 20     | 4        |
| إخضاع        | 4      | 2        |
| قرار القضاة  | 14     | 7        |
| إقصاء        | 0      | 1        |

| النتيجة | السجل | الخصم             | الطريقة                                 | الحدث                                   | التاريخ        | الجولة | الوقت | المكان                                      | الملاحظات                                                                             |
| ------- | ----- | ----------------- | --------------------------------------- | --------------------------------------- | -------------- | ------ | ----- | ------------------------------------------- | ------------------------------------------------------------------------------------- |
| خسر     | 38–14 | فيدور إميليانينكو | ضربة فنية قاضية (باللكمات)              | بيلاتور 237                             | 29 ديسمبر 2019 | 1      | 2:44  | سايتاما، اليابان                            |                                                                                       |
| فاز     | 38–13 | واندرلي سيلفا     | ضربة فنية قاضية (باللكمات)              | بيلاتور 206                             | 29 سبتمبر 2018 | 2      | 4:32  | سان خوسيه، كاليفورنيا، الولايات المتحدة     |                                                                                       |
| خسر     | 37–13 | شيل سونين         | قرار القضاة (بالإجماع)                  | بيلاتور 192                             | 20 يناير 2018  | 3      | 5:00  | إنغليووود، كاليفورنيا، الولايات المتحدة     | ربع نهائي بطولة بيلاتور العالمية للوزن الثقيل للجائزة الكبرى.                         |
| خسر     | 37–12 | محمد لاوال        | قرار القضاة (بالإجماع)                  | بيلاتور 175                             | 31 مارس 2017   | 3      | 5:00  | روسمونت، إلينوي، الولايات المتحدة           |                                                                                       |
| فاز     | 37–11 | ساتوشي إيشي       | قرار القضاة (بالانقسام)                 | بيلاتور 157: الديناميت 2                | 24 يونيو 2016  | 3      | 5:00  | سانت لويس، ميزوري، الولايات المتحدة         | العودة للوزن الثقيل.                                                                  |
| فاز     | 36–11 | فابيو مالدونادو   | قرار القضاة (بالإجماع)                  | يو إف سي 186                            | 25 أبريل 2015  | 3      | 5:00  | مونتريال، كيبك، كندا                        | نزال في وزن غير محدد (215 رطل).                                                       |
| فاز     | 35–11 | محمد لاوال        | قرار القضاة (بالإجماع)                  | بيلاتور 120                             | 17 مايو 2014   | 3      | 5:00  | ساوثهافن، مسيسيبي، الولايات المتحدة         | فاز بلقب بطولة بيلاتور لوزن خفيف الثقيل للموسم العاشر.                                |
| فاز     | 34–11 | كريستيان مبومبو   | ضربة قاضية (باللكمات)                   | بيلاتور 110                             | 28 فبراير 2014 | 1      | 4:34  | أونكاسفيل، كونيتيكت، الولايات المتحدة       | نصف نهائي بطولة بيلاتور لوزن خفيف الثقيل للموسم العاشر.                               |
| فاز     | 33–11 | جوي بلتران        | ضربة فنية قاضية (باللكمات)              | بيلاتور 108                             | 15 نوفمبر 2013 | 1      | 4:59  | أتلانتيك سيتي، نيو جيرسي، الولايات المتحدة  | نزال في وزن غير محدد (210 رطل).                                                       |
| خسر     | 32–11 | غلوفر تيكسيرا     | قرار القضاة (بالإجماع)                  | يو إف سي على فوكس: جونسون ضد دودسون     | 26 يناير 2013  | 3      | 5:00  | شيكاغو، إلينوي، الولايات المتحدة            |                                                                                       |
| خسر     | 32–10 | ريان بدر          | قرار القضاة (بالإجماع)                  | يو إف سي 144                            | 26 فبراير 2012 | 3      | 5:00  | سايتاما، اليابان                            | نزال في وزن غير محدد (211 رطل)؛ جاكسون أخفق بالوزن.                                   |
| خسر     | 32–9  | جون جونز          | إخضاع (خنق خلفي عاري)                   | يو إف سي 135                            | 24 سبتمبر 2011 | 4      | 1:14  | دنفر، كولورادو، الولايات المتحدة            | على لقب بطولة يو إف سي لوزن خفيف الثقيل. قتال الليلة.                                 |
| فاز     | 32–8  | مات هاميل         | قرار القضاة (بالإجماع)                  | يو إف سي 130                            | 28 مايو 2011   | 3      | 5:00  | لاس فيغاس، نيفادا، الولايات المتحدة         |                                                                                       |
| فاز     | 31–8  | ليوتو ماتشيدا     | قرار القضاة (بالانقسام)                 | يو إف سي 123                            | 20 نوفمبر 2010 | 3      | 5:00  | أوبورن هيلز، ميشيغان، الولايات المتحدة      |                                                                                       |
| خسر     | 30–8  | رشاد إيفانز       | قرار القضاة (بالإجماع)                  | يو إف سي 114                            | 29 مايو 2010   | 3      | 5:00  | لاس فيغاس، نيفادا، الولايات المتحدة         |                                                                                       |
| فاز     | 30–7  | كيث جاردين        | قرار القضاة (بالإجماع)                  | يو إف سي 96                             | 7 مارس 2009    | 3      | 5:00  | كولومبوس، أوهايو، الولايات المتحدة          | قتال الليلة.                                                                          |
| فاز     | 29–7  | واندرلي سيلفا     | ضربة قاضية (بلكمة)                      | يو إف سي 92                             | 27 ديسمبر 2008 | 1      | 3:21  | لاس فيغاس، نيفادا، الولايات المتحدة         | أفضل ضربة قاضية في الليلة.                                                            |
| خسر     | 28–7  | فورست غريفين      | قرار القضاة (بالإجماع)                  | يو إف سي 86                             | 5 يوليو 2008   | 5      | 5:00  | لاس فيغاس، نيفادا، الولايات المتحدة         | خسر لقب بطولة يو إف سي لوزن خفيف الثقيل. قتال الليلة. قتال العام (2008).              |
| فاز     | 28–6  | دان هندرسون       | قرار القضاة (بالإجماع)                  | يو إف سي 75                             | 8 سبتمبر 2007  | 5      | 5:00  | لندن، إنجلترا                               | دافع عن لقب بطولة يو إف سي لوزن خفيف الثقيل؛ ووحَّدها مع لقب بطولة برايد للوزن المتوسط. |
| فاز     | 27–6  | تشاك ليدل         | ضربة قاضية (باللكمات)                   | يو إف سي 71                             | 26 مايو 2007   | 1      | 1:53  | لاس فيغاس، نيفادا، الولايات المتحدة         | فاز بلقب بطولة يو إف سي لوزن خفيف الثقيل. أفضل ضربة قاضية في الليلة.                  |
| فاز     | 26–6  | مارفن إيستمان     | ضربة قاضية (باللكمات)                   | يو إف سي 67                             | 3 فبراير 2007  | 2      | 3:49  | لاس فيغاس، نيفادا، الولايات المتحدة         |                                                                                       |
| فاز     | 25–6  | مات ليندلاند      | قرار القضاة (بالانقسام)                 | دبليو إف إيه: ملك الشوارع               | 22 يوليو 2006  | 3      | 5:00  | لوس أنجلوس، كاليفورنيا، الولايات المتحدة    |                                                                                       |
| فاز     | 24–6  | يون دونغ سيك      | قرار القضاة (بالإجماع)                  | برايد 31 – الحالمون                     | 26 فبراير 2006 | 3      | 5:00  | سايتاما، اليابان                            |                                                                                       |
| فاز     | 23–6  | هيروتاكا يوكوي    | ضربة فنية قاضية (باللكمات والدوس)       | برايد 30                                | 23 أكتوبر 2005 | 1      | 4:05  | سايتاما، اليابان                            |                                                                                       |
| خسر     | 22–6  | موريسيو روا       | ضربة فنية قاضية (ركلة سوكر)             | برايد القضاء التام 2005                 | 23 أبريل 2005  | 1      | 4:47  | أوساكا، اليابان                             | الجولة الافتتاحية لبطولة برايد للوزن المتوسط الكبرى لعام 2005.                        |
| فاز     | 22–5  | موريلو روا        | قرار القضاة (بالانقسام)                 | برايد 29                                | 20 فبراير 2005 | 3      | 5:00  | سايتاما، اليابان                            |                                                                                       |
| خسر     | 21–5  | واندرلي سيلفا     | ضربة قاضية (بالركبتين)                  | برايد 28                                | 31 أكتوبر 2004 | 2      | 3:26  | سايتاما، اليابان                            | على لقب بطولة برايد للوزن المتوسط.                                                    |
| فاز     | 21–4  | ريكاردو أرونا     | ضربة قاضية (سلام)                       | برايد العد التنازلي النقدي 2004         | 20 يونيو 2004  | 1      | 7:32  | سايتاما، اليابان                            |                                                                                       |
| فاز     | 20–4  | إيكوهيسا مينوا    | ضربة فنية قاضية (باللكمات)              | برايد شوك ويف 2003                      | 31 ديسمبر 2003 | 2      | 1:05  | سايتاما، اليابان                            |                                                                                       |
| خسر     | 19–4  | واندرلي سيلفا     | ضربة فنية قاضية (بالركبتين)             | برايد الصراع النهائي 2003               | 9 نوفمبر 2003  | 1      | 6:28  | طوكيو، اليابان                              | نهائي جائزة برايد الكبرى للوزن المتوسط 2003.                                          |
| فاز     | 19–3  | تشاك ليدل         | ضربة فنية قاضية (إيقاف الزاوية)         | برايد الصراع النهائي 2003               | 9 نوفمبر 2003  | 2      | 3:10  | طوكيو، اليابان                              | نصف نهائي جائزة برايد الكبرى للوزن المتوسط 2003.                                      |
| فاز     | 18–3  | موريلو بوستامانتي | قرار القضاة (بالانقسام)                 | برايد القضاء التام 2003                 | 10 أغسطس 2003  | 3      | 5:00  | سايتاما، اليابان                            | ربع نهائي جائزة برايد الكبرى للوزن المتوسط 2003.                                      |
| فاز     | 17–3  | ميخائيل إليوخين   | ضربة فنية قاضية (خضوع للركبة على الجسم) | برايد 26                                | 8 يونيو 2003   | 1      | 6:26  | يوكوهاما، اليابان                           |                                                                                       |
| فاز     | 16–3  | كيفن راندلمان     | ضربة قاضية (بالركبة واللكمات)           | برايد 25                                | 16 مارس 2003   | 1      | 6:58  | يوكوهاما، اليابان                           |                                                                                       |
| فاز     | 15–3  | إيغور فوفشانشين   | ضربة فنية قاضية (إصابة)                 | برايد 22                                | 29 سبتمبر 2002 | 1      | 7:17  | ناغويا، اليابان                             |                                                                                       |
| فاز     | 14–3  | شون جراي          | ضربة فنية قاضية (باللكمات)              | كيه أو تي سي 13 – ثورة                  | 17 مايو 2002   | 3      | 0:37  | رينو، نيفادا، الولايات المتحدة              |                                                                                       |
| فاز     | 13–3  | ماساكي ساتاكي     | ضربة فنية قاضية (سلام)                  | برايد 20                                | 28 أبريل 2002  | 1      | 7:07  | يوكوهاما، اليابان                           |                                                                                       |
| خسر     | 12–3  | دايجرو ماتسوي     | إقصاء (الركبة إلى الفخذ)                | برايد 18                                | 23 ديسمبر 2001 | 1      | 0:14  | فوكوكا، اليابان                             |                                                                                       |
| فاز     | 12–2  | يوكي سيكاوا       | ضربة قاضية (باللكمات)                   | برايد 17                                | 3 نوفمبر 2001  | 1      | 1:52  | طوكيو، اليابان                              |                                                                                       |
| فاز     | 11–2  | الكسندر اوتسوكا   | ضربة فنية قاضية (إيقاف الطبيب)          | فنون القتال: معركة الفنون ضد العالم     | 14 أكتوبر 2001 | 2      | 5:00  | طوكيو، اليابان                              |                                                                                       |
| خسر     | 10–2  | كازوشي ساكورابا   | إخضاع (خنق خلفي عاري)                   | برايد 15                                | 29 يوليو 2001  | 1      | 5:41  | سايتاما، اليابان                            |                                                                                       |
| فاز     | 10–1  | كينيث ويليامز     | إخضاع (خنق خلفي عاري)                   | تحدي المصارع 4                          | 17 يونيو 2001  | 1      | 4:40  | كولوسا، كاليفورنيا، الولايات المتحدة        |                                                                                       |
| فاز     | 9–1   | برايسون هاوبريك   | ضربة فنية قاضية (خضوع للكمات)           | كيه أو تي سي 8 – القنابل بعيدا          | 29 أبريل 2001  | 1      | 1:48  | ويليامس، كاليفورنيا، الولايات المتحدة       | دافع عن لقب بطولة ملك القفص لوزن خفيف الثقيل                                          |
| فاز     | 8–1   | دينيس هندرسون     | إخضاع (كيمورا)                          | تحدي المصارع 3                          | 7 أبريل 2001   | 2      | 1:15  | فرينت، كاليفورنيا، الولايات المتحدة         | فاز بلقب بطولة ملك القفص لوزن خفيف الثقيل                                             |
| فاز     | 7–1   | ديف تايلور        | ضربة فنية قاضية (إيقاف الزاوية)         | تحدي المصارع 2                          | 18 فبراير 2001 | 1      | 5:00  | كولوسا، كاليفورنيا، الولايات المتحدة        |                                                                                       |
| فاز     | 6–1   | تشارلي ويست       | قرار القضاة (بالإجماع)                  | تحدي المصارع 1                          | 9 ديسمبر 2000  | 3      | 5:00  | سان جاسينتو، كاليفورنيا، الولايات المتحدة   |                                                                                       |
| فاز     | 5–1   | روب سميث          | قرار القضاة (بالإجماع)                  | كيه أو تي سي 6 – محاربو الطريق          | 29 نوفمبر 2000 | 2      | 5:00  | ماونت بليزانت، ميشيغان، الولايات المتحدة    |                                                                                       |
| فاز     | 4–1   | وارن أووزلي       | إخضاع (الضغط على الذراع)                | دانجر زون: ليلة الوحش                   | 28 أكتوبر 2000 | 1      | 6:04  | لينشبرغ، فرجينيا، الولايات المتحدة          |                                                                                       |
| فاز     | 3–1   | رون هال           | ضربة فنية قاضية (باللكمات)              | تحالف القتال الحر القاري 2              | 19 يوليو 2000  | 1      | 1:18  | كورينث، مسيسيبي، الولايات المتحدة           |                                                                                       |
| خسر     | 2–1   | مارفن إيستمان     | قرار القضاة (بالإجماع)                  | كيه أو تي سي 4 – المصارعون              | 24 يونيو 2000  | 2      | 5:00  | سان جاسينتو، كاليفورنيا، الولايات المتحدة   | على لقب بطولة ملك القفص للوزن الثقيل السوبر.                                          |
| فاز     | 2–0   | ماركو برمودا      | إخضاع (خنق خلفي عاري)                   | محطة بانكراس تحت الأرض في هنتنغتون بيتش | 13 مايو 2000   | 1      | 7:17  | شاطئ هنتنغتون، كاليفورنيا، الولايات المتحدة |                                                                                       |
| فاز     | 1–0   | مايك بايل         | قرار القضاة (بالإجماع)                  | آي إس سي إف: ممفيس                      | 13 نوفمبر 1999 | 3      | 5:00  | ممفيس، تينيسي، الولايات المتحدة             | أول ظهور لجاكسون في الفنون القتالية المختلطة.                                         |

## سجل الكيك بوكسينغ
| 2 فوز (1 ضربة قاضية) 0 خسارة     |       |             |                        |                                          |                |        |       |                  |                                          |
| النتيجة                          | السجل | الخصم       | الطريقة                | الحدث                                    | التاريخ        | الجولة | الوقت | الموقع           | الملاحظات                                |
| فاز                              | 2–0   | سيريل عبيدي | قرار القضاة (بالإجماع) | إينوكي بوم با يي 2002                    | 31 ديسمبر 2002 | 3      | 3:00  | سايتاما، اليابان |                                          |
| فاز                              | 1–0   | سيريل عبيدي | ضربة قاضية             | كيه-1 جائزة العالم الكبرى 2002 في فوكوكا | 14 يوليو 2002  | 1      | 1:55  | فوكوكا، اليابان  | أول ظهور لجاكسون في رياضة الكيك بوكسينج. |
| مفاتيح فوز خسارة تعادل/بدون فائز |       |             |                        |                                          |                |        |       |                  |                                          |

## سجل سيرك القتال
| 1 فاز (1 ضربة فنية قاضية)، 0 خسارة |       |              |                 |                                          |              |        |       |                |                                                                   |
| النتيجة                            | السجل | الخصم        | الطريقة         | الحدث                                    | التاريخ      | الجولة | الوقت | الموقع         | الملاحظات                                                         |
| فاز                                | 1–0   | جون نوت وودي | ضربة فنية قاضية | قتال السيرك 6: صعود أو سقوط سلوبي بالبوا | 2 أبريل 2023 | 3      | 0:37  | بوكيت، تايلاند | نزال ملاكمة سيامية اثنان ضد اثنان. كان جاكسون في فريق مع بوب ساب. |
| مفاتيح فوز خسارة تعادل/بدون فائز   |       |              |                 |                                          |              |        |       |                |                                                                   |

## نزالات الدفع مقابل المشاهدة
| التاريخ        | القتال                | الحدث        | المبلغ    |
| -------------- | --------------------- | ------------ | --------- |
| 26 مايو 2007   | ليدل ضد جاكسون        | يو إف سي 71  | 675،000   |
| 5 يوليو 2008   | جاكسون ضد غريفين      | يو إف سي 86  | 540،000   |
| 7 مارس 2009    | جاكسون ضد جاردين      | يو إف سي 96  | 350،000   |
| 29 مايو 2010   | رامبيج ضد إيفانز      | يو إف سي 114 | 1،050،000 |
| 20 نوفمبر 2010 | رامبيج ضد ماتشيدا     | يو إف سي 123 | 500،000   |
| 28 مايو 2011   | رامبيج ضد هاميل       | يو إف سي 130 | 325،000   |
| 24 سبتمبر 2011 | جونز ضد رامبيج        | يو إف سي 135 | 520،000   |
| 26 فبراير 2012 | رامبيج ضد بدر (مشترك) | يو إف سي 144 | 375،000   |
| 17 مايو 2014   | جاكسون ضد لاوال       | بيلاتور 120  | 100،000   |
| الإجمالي       | الإجمالي              | الإجمالي     | 4،435،000 |

## حياته الشخصية
يقيم جاكسون في لاديرا رانش ولديه خمسة أطفال. ثلاثة من أطفاله يحملون الاسم الأوسط رامبيج. انفصل جاكسون عن زوجته، التي أنجب منها طفلين، في عام 2006 بعد أن أثبت اختبار الأبوة أنه أنجب طفلاً من امرأة أخرى في عام 1999. تصالحا في البداية ولكنهما انفصلا منذ ذلك الحين. في 2 أكتوبر 2023، رحب جاكسون بطفله الخامس وابنته الثانية. في عام 2010، عاش جاكسون في مرزيسايد في إنجلترا ويشجع نادي إيفرتون لكرة القدم. إنه جيمر متعطش، ويبث في وقت فراغه على موقع البث المباشر تويتش.

## وصلات خارجية
- كوينتون جاكسون على موقع يو إف سي (الإنجليزية)
- كوينتون جاكسون على موقع بيلاتور (الإنجليزية)
- كوينتون جاكسون على موقع شيردوغ (الإنجليزية)
- كوينتون جاكسون على موقع Tapology.com (الإنجليزية)
- كوينتون جاكسون على موقع CageMatch worker (الإنجليزية)
- كوينتون جاكسون على موقع قاعدة بيانات المصارعة على الإنترنت (الإنجليزية)
- كوينتون جاكسون على موقع عالم المصارعة على الإنترنت (الإنجليزية)
- كوينتون جاكسون على موقع IMDb (الإنجليزية)
- كوينتون جاكسون على موقع ألو سيني (الفرنسية)
- كوينتون جاكسون على موقع أول موفي (الإنجليزية)
- كوينتون جاكسون على موقع بوكس أوفيس موجو (الإنجليزية)
- كوينتون جاكسون على موقع قاعدة بيانات الفيلم (الإنجليزية)
- كوينتون جاكسون على موقع كينوبويسك (الروسية)

| الجوائز و الإنجازات | الجوائز و الإنجازات                                            | الجوائز و الإنجازات                           |
| ------------------- | -------------------------------------------------------------- | --------------------------------------------- |
| سبقه تشاك ليدل      | سابع بطل يو إف سي لوزن خفيف الثقيل 26 مايو 2007 – 5 يوليو 2008 | تبعه فورست غريفين                             |
| سبقه دان هندرسون    | ثالث بطل برايد للوزن المتوسط 8 سبتمبر 2007                     | توحَّد اللقب مع بطولة يو إف سي لوزن خفيف الثقيل |